# Osogna

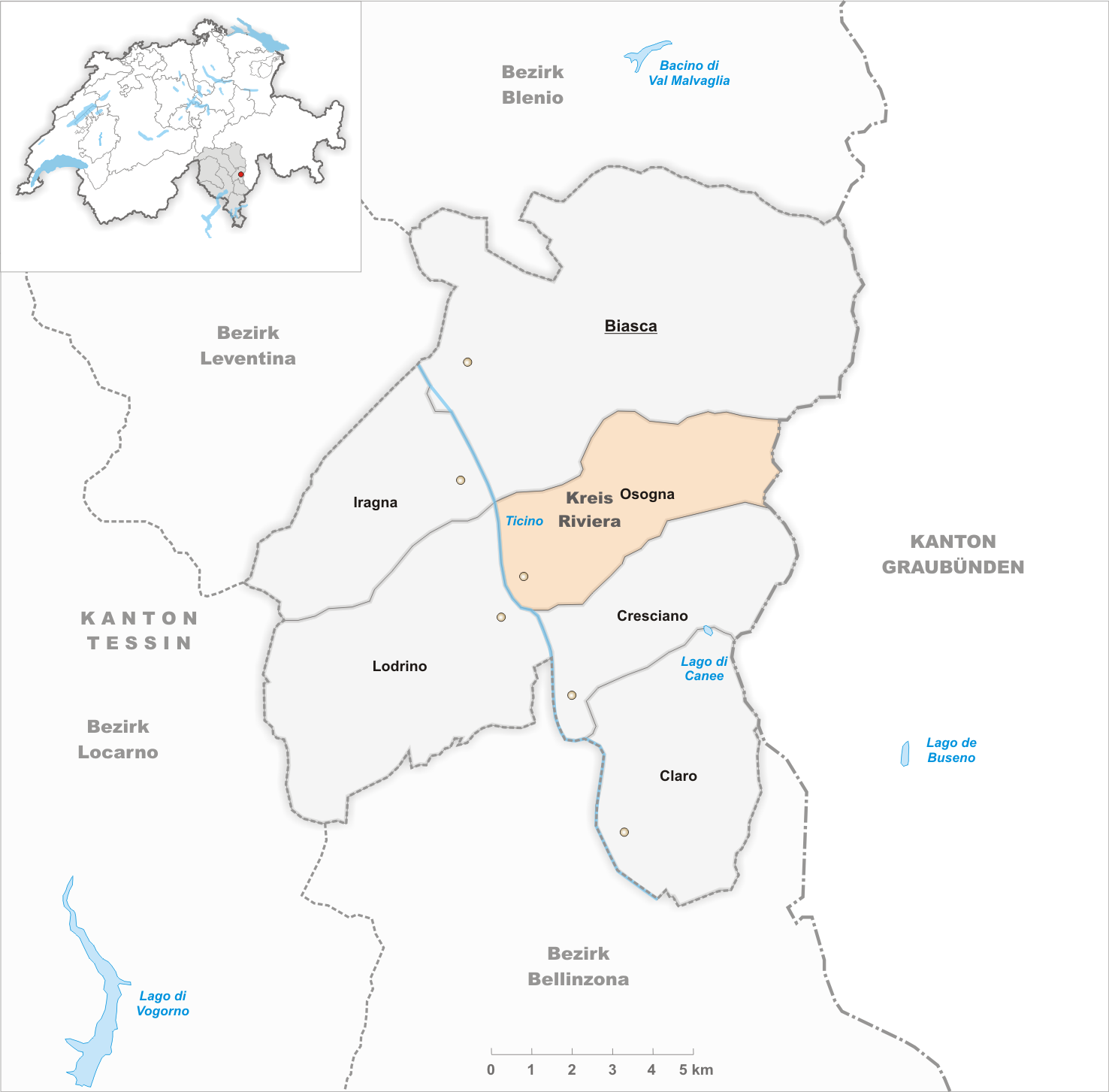
Gemeindestand vor der Fusion am 1. April 2017

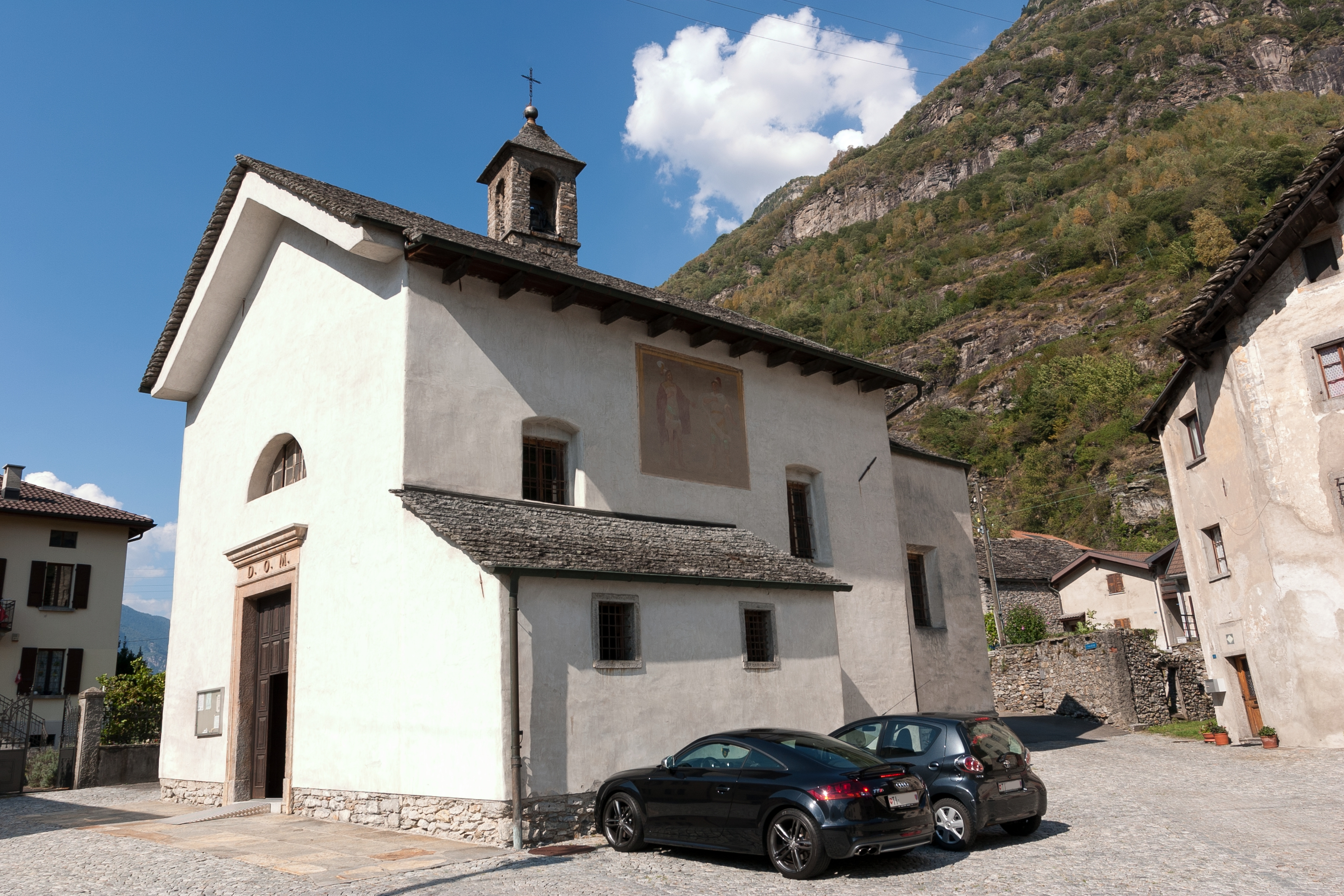
Pfarrkirche Santi Felino e Gratiniano

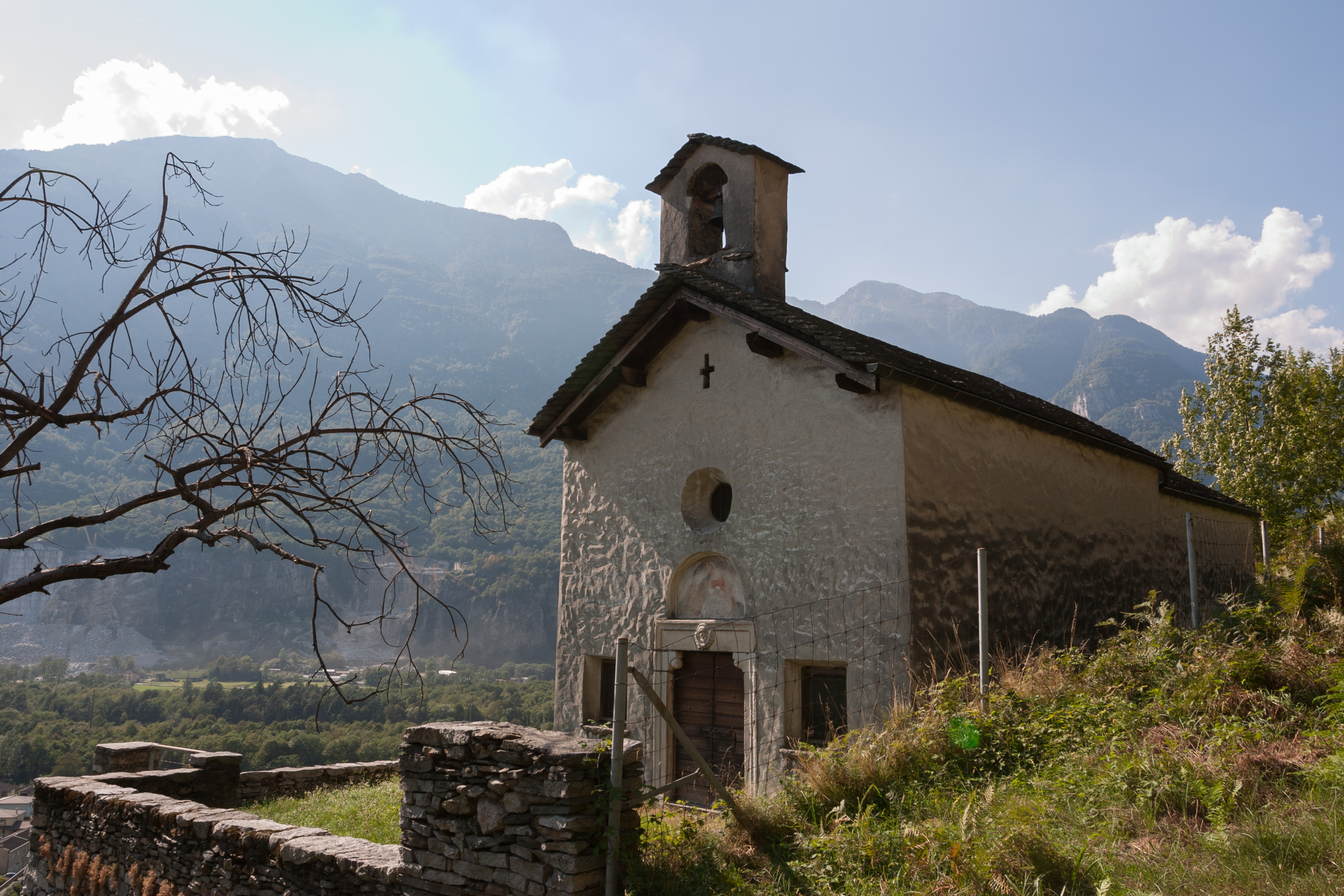
Kirche Santa Maria del Castello

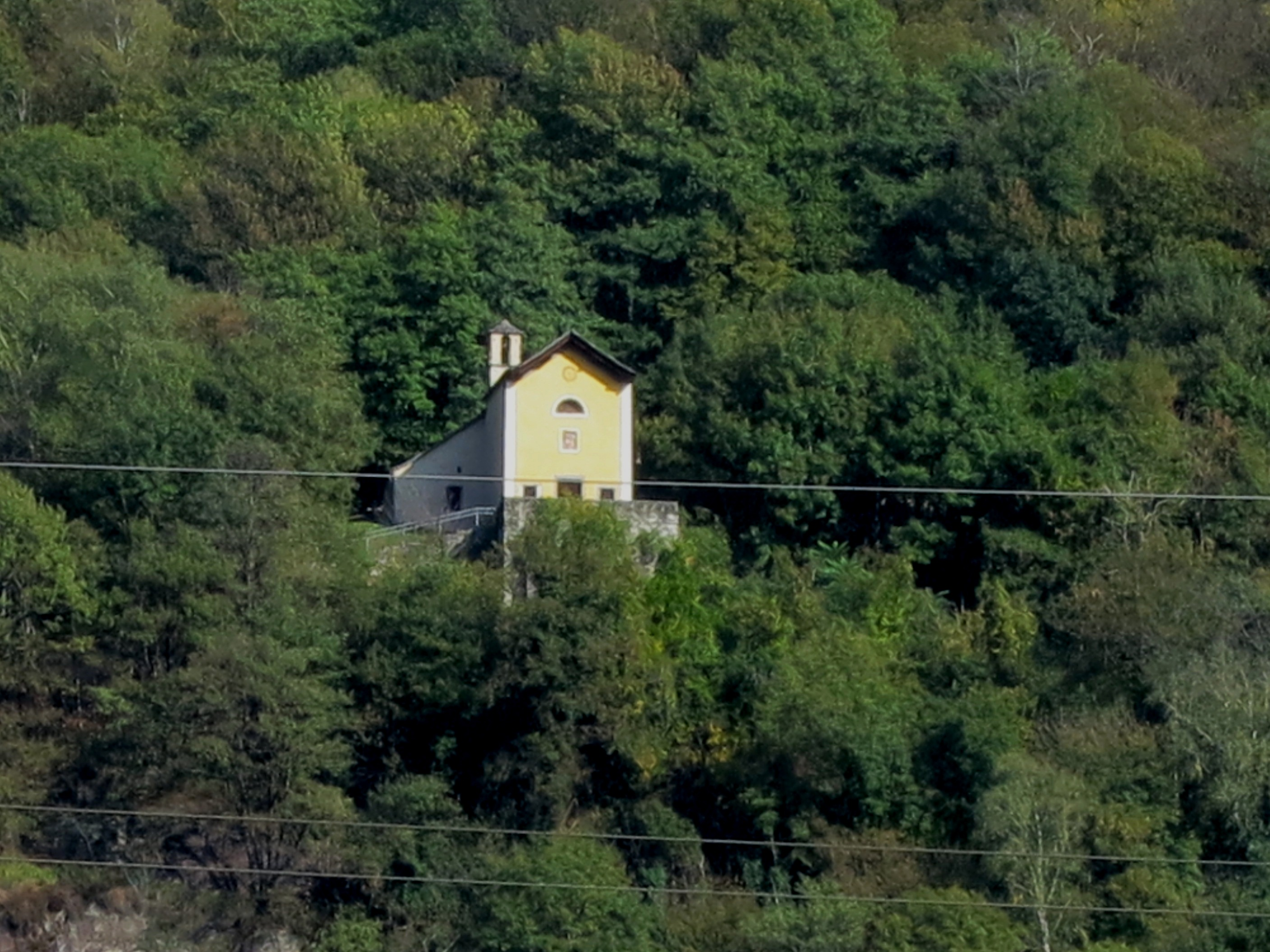
Kirche Santa Pietà

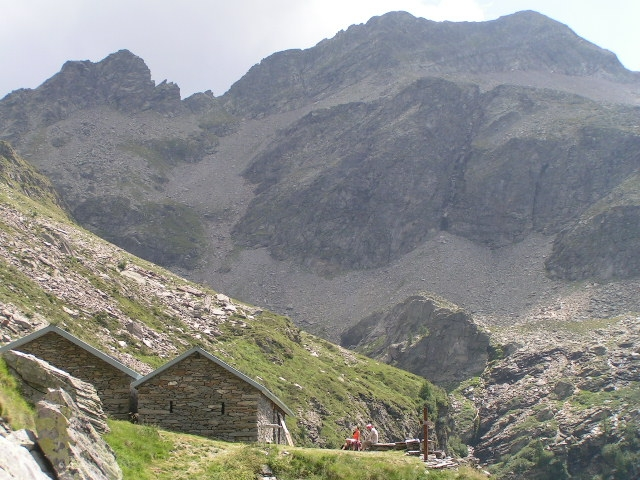
Berghütte d’Örz

Osogna (dt. veraltet: Ulonia) ist ein Dorf in der Gemeinde Riviera, Bezirk Riviera, im Schweizer Kanton Tessin. Osogna war eine selbständige politische Gemeinde, bis es am 2. April 2017 mit den damaligen Gemeinden Cresciano, Iragna und Lodrino zur neuen Gemeinde Riviera fusionierte.

## Geographie
Osogna liegt 15 Kilometer nördlich von Bellinzona und fünf Kilometer südlich von Biasca, am linken Ufer des Flusses Ticino. Der höchste Berggipfel ist der Torrone d’Orza (2952 m.ü. M.). Die Felsen der Region sind meist aus Gneis und Granit. Die Vegetation besteht aus Laubbäumen (Buche, Kastanie) bis auf 900 Meter Höhe und oberhalb Nadelholz (Fichte, Lärche). Der Fluss Nala teilt das Dorf in zwei Teile. Der Fluss Boggera markiert die Grenze mit Cresciano.

## Geschichte
Eine erste Erwähnung findet das Dorf in den Jahren 1210–1258 unter dem damaligen Namen Usonia. Osogna ist zum ersten Mal in einer Urkunde von 1299 erwähnt. Römische Gräber wurden in der Nähe des Flusses Nala gefunden. Eine Verordnung der Bürgergemeinde von 1410 besagt, dass wenn eine Familie mehr als 10 Ziegen hat, muss sie einen Zehnten (ein gesundes Zicklein) bezahlen. Interessant ist der Bericht der Bürgergemeinde vom 3. August 1448. Sie beschloss den Standort eines Gebäudes für ein Sägewerk. Die Teilnehmer wurden nur mit dem Vornamen (Joseph von Cornon oder Jacob von Roncasc) genannt.
Osogna war der Hauptort der Vogtei von 1573 bis 1798 und ist der Hauptort des Bezirks Riviera seit 1803. Die Landvogte vertraten die Macht der drei souveränen Kantone (Kanton Uri, Kanton Schwyz und Unterwalden) und sprachen Recht. Die Hinrichtungen fanden im Ortsteil «Ra Giüstizzia» zwischen Biasca und Osogna statt. Die Landwirtschaft war für Jahrhunderte die Haupttätigkeit der Bevölkerung. Die Kastanien waren wichtig als Lebensmittel während der Wintermonate. Auch die Rebe wurde an den sonnigsten Stellen kultiviert.
Im Valle d'Osogna gab es viele wilde Tiere. Der letzte Bär wurde von Francesco Antonio Mattei im Jahr 1837 getötet. Zwischen 1808 und 1837 wurden in Osogna 15 Bären erlegt. Der Kanton bezahlte eine Belohnung von 50 Pfund von Mailand für jeden erlegten Bären (man musste die rechte Pfote als Beweis vorlegen).
Das Dorf war eine Zwischenstation auf der Gotthard-Route. Einige Tavernen sorgten für die Passagiere und Pferde, die während der Nacht blieben. Der Fluss Ticino überflutete oft Felder und Wiesen. Auch heute kommt es vor, dass manchmal trotz der Dämme einige Bereiche überschwemmt werden.
Osogna bildet nach wie vor eine eigenständige Bürgergemeinde. Diese Bürgergemeinde ist älter als die politische Gemeinde.

## Bevölkerung
Einwohnerzahlen: Volkszählungsdaten

## Industrie
Die Granit-Industrie hat mit der Eröffnung der Gotthardbahn zugenommen. Im Jahr 1899 arbeiteten etwa 1500 Männer in den Steinbrüchen von Osogna. Zu dieser Zeit war Gesteinsabbau einer der wichtigsten Wirtschaftszweige im Tessin. Diese Industrie war sehr abhängig von der Bautätigkeit. Im Jahr 1908 war die Produktion um die Hälfte gesunken. Die Konkurrenz aus Stahlbeton war sehr stark. Die Arbeiter kamen aus Italien. Die Silikose war eine weit verbreitete Krankheit unter den Maurern. Streiks für bessere Arbeitsbedingungen und Löhne waren häufig. Der letzte Steinbruch wurde in den Sechzigerjahren geschlossen. Heute sind Steinbrüche noch in Cresciano in Betrieb.
Die Eröffnung der Gotthardbahn erlaubte mehreren Einwohnern im Gleisbau, in den Werkstätten von Biasca und Bellinzona oder auf dem Bahnhof und in den Zügen zu arbeiten. Nach dem Ersten Weltkrieg wurde die Schule Osogna in der Schweiz bekannt, weil die Lehrerin Giovannina Mattei-Alberti eine der ersten war, die die Montessori-Methode anwandte. Die Emigration in die Vereinigten Staaten und Lateinamerika war im neunzehnten Jahrhundert und zu Beginn des Zweiten Weltkriegs hoch.

## Sehenswürdigkeiten
- Die Pfarrkirche Santi Felino e Gratiniano wurde 1498 gebaut,[5] mit Südportal[5]
- mittelalterliche Kirche Santa Maria del Castello mit einer gotischen Ikone von Ivo Strigel auf den Fundamenten eines alten Schlosses[5]
- alter Kreuzweg mit Fresken[5]
- Betkapelle San Rocco mit Fresken (17. Jahrhundert)[5]
- Kirche Santa Pietà (1729)[5]
- zwei Steinbrücken: Ponte del Sabbion und Ponte di Merisciöö[5]
- Festung Linea LONA[6].

## Persönlichkeiten
- Felicissimo Mattei (* 1810 in Osogna; † 23. November 1875 in Mailand), Kapuziner, Guardian des Klosters von Faido, Provinzial[7]
- Giovannina Mattei Alberti (* 14. Oktober 1873 im Montevideo; † 20. September 1963 in Osogna), Schwester der Maria Boschetti Alberti, Sekundarlehrerin, Pädagogin, Nachfolgerin der Montessoripädagogik, Journalistin[8]
- Vittorio Castelnuovo (* 3. August 1915 in Osogna; † 17. September 2005 in Bellinzona), aus Biasca, Schweizer Sänger, Akkordeonist und Komponist[9]
- Graziano Mandozzi (* 23. Juni 1939 in Osogna), Dirigent und Komponist. Mandozzi studierte am Salzburger Mozarteum unter Wimberger, Paumgartner und Bresgen (Diplom 1963). Als Kenner der Kompositionen Ruggero Leoncavallos trug er wesentlich zur Schaffung des Fondo Leoncavallo an der Biblioteca cantonale in Locarno bei.[10]
- Gabriele Genini (* 1981), Maler, Zeichner, Druckgraphiker[11]

## Sport
- Associazione Calcistica Osogna[12]